# Frederico FitzClarence
Frederico FitzClarence, GCH (9 de dezembro de 1799 – 30 de outubro de 1854) foi um oficial do Exército Britânico e o terceiro filho ilegítimo do rei Guilherme IV do Reino Unido e sua amante Dorothea Jordan.

## Carreira militar

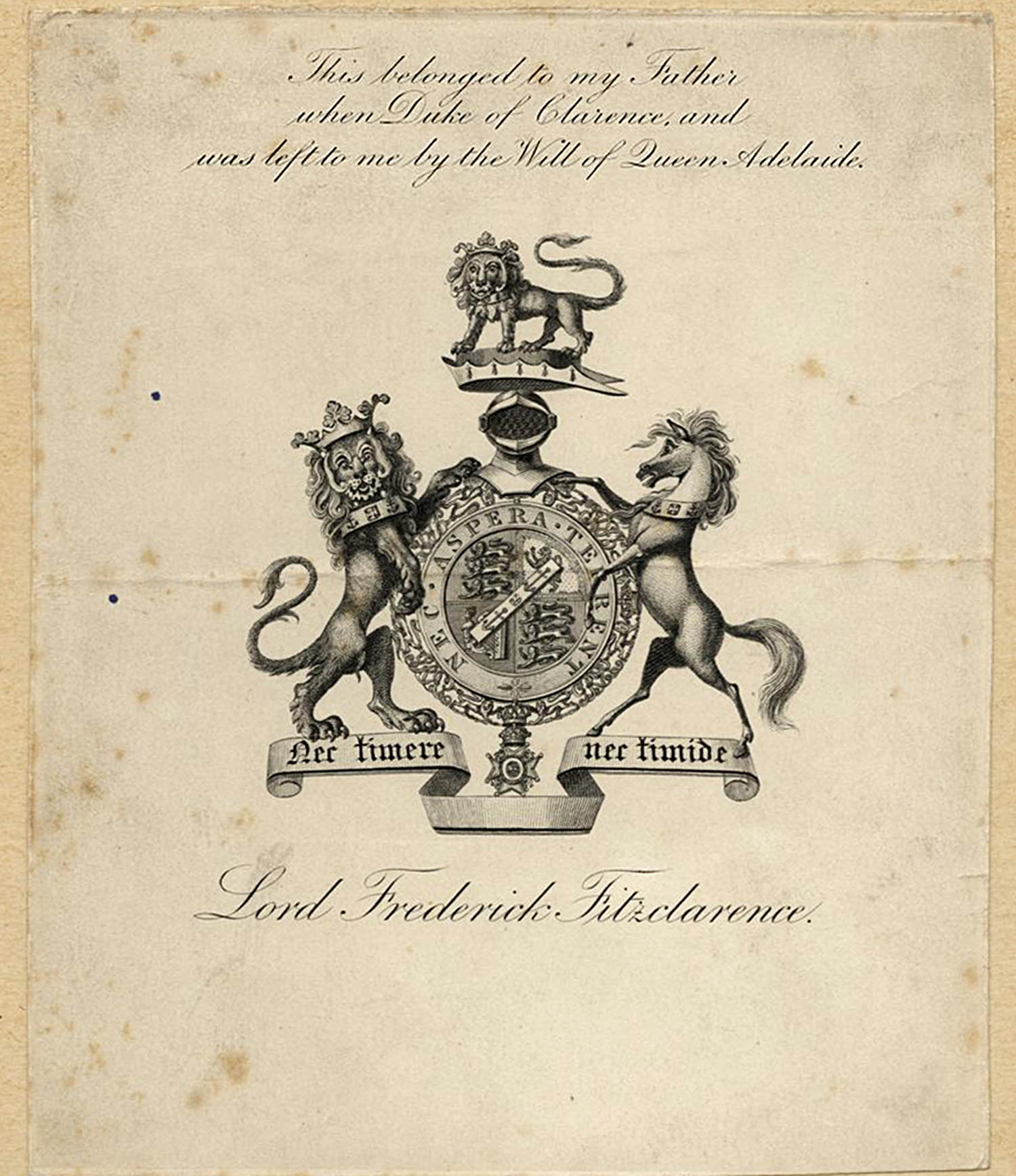
Brasão de Frederico. A inscrição diz: "Isto pertencia ao meu Pai quando Duque de Clarence e foi deixado para mim pelo testamento da rainha Adelaide".

FitzClarence entrou no Exército Britânico em 1814. Enquanto capitão da Coldstream Guards, ele comandou um pequeno destacamento para atuar junto com a polícia com a prisão da Conspiração da Rua Cato em 1820. A prisão não foi simples e levou a uma briga.
Ele conseguiu a patente de coronel em serviço do 36º Regimento a Pé. Seu pai ascendeu ao trono britânico em 1830 e em 24 de maio de 1831 foi lhe garantido o posto de filho mais novo de um marquês. FitzClarence foi feito um Cavaleiro da Grande Cruz da Real Ordem Guélfica no ano seguinte, e se transformou no governador militar de Portsmouth em 1840. Ele foi feito tenente-general e comandante do Exército de Bombaim em 1852. Ele morreu em serviço em 1854.

## Família
FitzClarence se casou em 19 de maio de 1821 com Augusta Boyle, a filha mais velha de George Boyle, 4.º Conde de Glasgow. Eles tiveram dois filhos:
- Augusta FitzClarence (dezembro de 1824 – 18 de outubro de 1865)
- Guilherme FitzClarence (nasceu e morreu em 1827)